# Храм Николая Чудотворца (Тверь)
Церковь Николая Чудотворца в Красной слободе — православный храм в Твери.

## История
В конце XIX века на западе Твери сложился район Красная слобода, населённый рабочими людьми. Каменный Никольский храм был построен в период с 1902 по 1909 год. В это же время рядом была построена деревянная приходская школа, соединённая с храмом галереей. Архитектором являлся А. Фёдоров.
В 1937 году советские власти закрыли храм, долгое время церковное здание находилось в запустении.
С 2004 года в храме проводились восстановительные работы. В 2011 году совершилось первое богослужение.

## Архитектура
Здание кирпичное. Основной объём храма представляет собой четверик с большой полукруглой апсидой, к которому симметрично пристроены меньшие по высоте северный и южный приделы. Окна четверика имеют трёхцентровые перемычки и обрамлены колончатыми наличниками. С западной стороны к храму примыкает паперть-галерея с арками и гирьками, которая соединяет его с церковно-приходской школой.